# Сергеев, Николай Ильич
Николай Ильич Сергеев (1910—1985) — советский партийный деятель, председатель Смоленского горсовета, депутат Верховного Совета РСФСР.

## Биография
Николай Ильич Сергеев родился 19 декабря 1910 года в Смоленске. Работу начал токарем в Смоленском городском трамвайном парке. В январе 1938 года избран председателем исполнительного комитета Смоленского городского комитета депутатов трудящихся. В 1939 году Сергеев был направлен на учёбу в Промакадемию. Избирался депутатом Верховного Совета РСФСР 1-го созыва.
Участвовал в Великой Отечественной войне. После увольнения в запас вернулся на родину. Окончив Смоленскую областную совпартшколу, Сергеев работал в системе коммунального хозяйства, возглавлял Смоленское областное управление пищевой промышленности.
Умер 8 сентября 1985 года, похоронен на Тихвинском кладбище Смоленска.
Был награждён орденом Красного Знамени, двумя орденами Отечественной войны 1-й степени, орденом Красной Звезды и рядом медалей.